# Aktion Kugel
Aktion Kugel of het Kugel-Erlass (kogeldecreet) was een geheim Duits bevel tijdens de Tweede Wereldoorlog. Het bevel, uitgevaardigd in maart 1944, stelde dat ontsnapte krijgsgevangenen, met name officieren en hogere onderofficieren, overgedragen moesten worden aan de SD. De SD voerde de ontsnapte militairen af naar concentratiekamp Mauthausen waar ze „im Rahmen der Aktion Kugel“ vermoord werden, de meesten door middel van executie.
Britse en Amerikaanse officieren waren uitgezonderd van deze standaardregel. Bij hen zou het OKW van geval tot geval een afweging maken wat er moest gebeuren. 
Dit bevel was een oorlogsmisdaad want het gaat in tegen de conventie van Geneve waarin de behandeling van krijgsgevangenen wordt omschreven, deze was ook door Duitsland ondertekend.

## Nederlandse slachtoffers van Aktion Kugel
Diverse Nederlandse officieren zijn na een mislukte ontsnapping omgebracht in Mauthausen in het kader van de Aktion Kugel. Van de volgende officieren is hun lot bekend geworden.
Op 2 mei 1944 in Mauthausen vermoord
- R.Stuffken, Luitenant ter zee der 2e klasse
- Q.J.Ham, 1e luitenant infanterie KL
- H.C. de Heer, 1e luitenant artillerie KL
- D.Rookmaaker, 1e luitenant artillerie KL
- G.W.Boxman, 2e luitenant cavalerie KNIL
- J.W.Eggink, 2e luitenant infanterie KL

Waarschijnlijk op 23 feb 1945 in Mauthausen vermoord
- W.A.Young, 1e luitenant infanterie KL
- C.M.Popelier, aspirant officier vlieger KM
- A.W.Verhage, cadet vaandrig vlieger KL
- J.W.Wallinga, 2e luitenant infanterie KL